# Plano secuencia
En cine, un plano secuencia consiste en un único plano que se desarrolla en varios lugares de una misma localización o sucesivamente en varias localizaciones interconectadas. Esta ubicuidad hace que el plano secuencia incluya necesariamente numerosos movimientos de cámara, panorámicas y travellings (de lo contrario, se trata de un plano largo situado en el mismo lugar).
Se utiliza sobre todo para seguir a un personaje que se desplaza por uno o varios decorados. El plano secuencia puede introducirse en la película tal cual, sin ser interrumpido por el montaje ni mezclado con otros planos; técnicamente, sigue siendo un plano único, de ahí su nombre. Sin embargo, un plano secuencia también puede convertirse en un plano principal; en este caso, durante el montaje, se intercala con otros planos, conocidos como cortes, de diferentes tamaños, o se divide en varias secciones «cortadas».
El plano secuencia se confunde a menudo con el plano largo, un plano que contiene toda una escena en un encuadre fijo, como en la película de Chantal Akerman Jeanne Dielman, 23, quai du commerce, 1080 Bruxelles, en la que la directora utiliza este tipo de plano para confinar aún más a la protagonista en su universo mental cerrado y repetitivo.
Uno de los planos secuencia más famosos de la historia del cine pertenece al arranque de la película Touch of Evil de Orson Welles, en el que el suspense, centrado en el inminente estallido de una bomba colocada en un coche que atraviesa el centro de la ciudad, se combina con la presentación de la pareja protagonista, todo ello envuelto por el ritmo sincopado de un tema de Henry Mancini.

## Duración
Un plano secuencia puede durar desde unas decenas de segundos hasta varios minutos, siendo el límite técnico (antes de la era digital) la duración de un carrete de 300 metros en formato 35 mm, es decir, menos de 12 minutos. Hoy en día, sin embargo, los distintos soportes digitales ofrecen muchas más posibilidades, y algunas cámaras son capaces de rodar más de dos horas sin parar.

## Control
El plano secuencia a menudo es difícil de dominar, sobre todo en movimientos de cámara y de actores, ya que hay que estudiar el campo de la cámara (momento en el que los actores entran y salen del campo, los accesorios como los micrófonos y proyectores no se tienen que ver). De ahí la necesidad de repetirlo antes, para que todos los que intervienen (actores y técnicos) estén de acuerdo.

## Antecedentes
Uno de los primeros plano-secuencias de la historia fue el de cincuenta segundos incluido en Amanecer (1927), del director expresionista alemán Friedrich Wilhelm Murnau. Al filmar La soga (1948), Alfred Hitchcock pretendía que la película tuviera el efecto de una toma larga continua, pero las cámaras disponibles no podían contener más de 1000 pies de película de 35 mm. Como resultado, cada toma usaba hasta un rollo completo de película y duraba hasta 10 minutos. Por eso muchas de sus tomas terminan con un travelling a una superficie neutra y sin rasgos distintivos (como la espalda de la chaqueta de un personaje), para realizar el empalme con la siguiente toma por medio de un zum inverso. Toda la película se compone de sólo 11 tomas (para un análisis completo de los cortes ocultos y convencionales de Hitchcock en La soga, véase el texto de David Bordwell Poetics of Cinema, 2008).
Andy Warhol y el cineasta vanguardista colaborador Jonas Mekas filmaron la película experimental Empire (1964), de 485 minutos de duración, en 10 rollos de película con una cámara Auricon de película de 16 mm que permitía tomas más largas que su contraparte de 35 mm. «La cámara tomó un rollo de 1.200 pies de película que rodaría durante aproximadamente 33 minutos».
La longitud de una toma estaba originalmente limitada a la cantidad de película que una cámara podía tener, pero la llegada del vídeo digital ha alargado considerablemente la longitud máxima de una toma. Algunos largometrajes estrenados, como Timecode (2000), El arca rusa (2002), PVC-1 (2007), La casa muda (2010) y Victoria (2015) se rodaron en una sola toma, otros se componen enteramente de una serie de tomas largas, mientras que muchos más pueden ser conocidos por uno o dos planos secuencia específicos dentro de películas convencionalmente editadas, por lo general al principio de las mismas, como en La hoguera de las vanidades (1990) de Brian De Palma o en los osados tres plano-secuencias simultáneos en pantalla dividida que convergen en un triple primer plano al principio de The Grifters de Stephen Frears, también en 1990. En 2012, el colectivo artístico The Hut Project produjo The Look of Performance, una película digital de una sola toma de 360° que dura 3 horas, 33 minutos y 8 segundos. La película se filmó a 50 cuadros por segundo, es decir, el trabajo final exhibido dura 7 horas, 6 minutos y 17 segundos.
El plano secuencia se utiliza muy poco en la televisión, debido a su complejidad y alto dominio necesario. Una excepción es el episodio Triángulo de The X-Files (Temporada 6, Episodio 3), dirigido (y escrito) por el creador de la serie Chris Carter. Los 44 minutos del episodio se filmaron en cuatro tomas encadenadas de 11 minutos de duración, como si todo el episodio estuviese filmado en una sola toma.
La serie televisiva Mad About You, protagonizada por Helen Hunt y Paul Reiser, en su episodio 9 de la sexta temporada «La Conversación» hizo uso del plano secuencia filmando el capítulo íntegramente en una sola toma. Al final del capítulo, Paul y Jamie están sentados en el sillón del salón viendo una película, y él le cuenta a ella que lo que estaban viendo fue filmado en una sola toma, e intenta explicarle lo difícil que es llevar a cabo un plano secuencial, ella le resta importancia. Una de las razones por las que es muy raro ver este tipo de planos en una serie televisa, es la necesidad de cortes comerciales. El encargado de dirigir dicho episodio fue el director Gordon Hunt, padre de Helen Hunt, conocido por dirigir episodios de Los pitufos' y Los supersónicos entre otros.[cita requerida]
La miniserie francesa El colapso (2019), una distopía sobre el derrumbe de la civilización occidental, se compone de ocho episodios de 20 minutos rodados cada uno en un único plano secuencia dinámico.

## Películas con planos secuencia célebres o notables
- Amanecer (1927, Friedrich Wilhelm Murnau), cuando el marido se adelanta al encuentro de la esposa por la noche. Se trata de uno de los primeros planos secuencia del cine.
- Ninotchka (1939, Ernst Lubitsch), enviada a París por el gobierno soviético para supervisar la venta de joyas robadas durante la Revolución Rusa, encuentra al Conde Léon d'Algout que está encargado de recuperarlas para su antigua propietaria. Prueba todos sus encantos con la glacial Ninotchka y consigue romper el hielo en el transcurso de un largo plano secuencia donde intenta hacerla sonreír contándole un chiste. La salida no es la esperada, el Conde se hunde en su sillón mientras que Ninotchka se marcha con una gran risa loca.
- La historia del último crisantemo (1939, Kenji Mizoguchi) contiene un plano secuencia de cinco minutos. El director japonés está considerado uno de los pioneros en dicha técnica.
- Under Capricorn (1949) y sobre todo Rope (1948), de Alfred Hitchcock, la película —habría que llamarlo teatro filmado— se desarrolla casi sin interrupción con un trucaje para pasar de una bobina a otra. Hitchcock había hecho fabricar bobinas especiales para poder filmar las escenas, pues las de la época no permitían filmar más que una decena de minutos.
- Nacida ayer (Born Yesterday) (1950, George Cukor), una memorable partida de cartas en la que participa Harry Brock, hombre de negocios un tanto desvergonzado que va a Washington para intentar corromper a un senador.
- Otelo, el moro de Venecia (1952, Orson Welles), un plano secuencia rodado en una playa simplemente con un jeep como único accesorio (para llevar la cámara).
- Las vacaciones del Sr. Hulot (1953, Jacques Tati), Mr. Hulot, de visita en la casa de la chica de la está torpemente enamorado, examina discretamente los cuadros y el mobiliario del salón, mientras se prepara para su paseo a caballo. Intenta enderezar los cuadros torcidos con el extremo de su fusta, hasta que una de sus espuelas hace caer una piel de zorro.
- Senderos de gloria (Paths of glory) (1957, Stanley Kubrick), un travelling tras un oficial (Kirk Douglas) que avanza y pasa revista a sus soldados antes del ataque.
- Touch of Evil (1958, Orson Welles), sobre todo con su movimiento de grúa (la cámara pasa sobre la frontera de Tijuana para seguir el recorrido del coche), interrumpido repentinamente por la explosión de una bomba. El comienzo de El juego de Hollywood (1992, Robert Altman) le hace un guiño y es una referencia directa a Touch of Evil.
- El verdugo (1963, Luis García Berlanga) muestra la angustia del protagonista, arrastrado contra su voluntad a cumplir su función de ejecutor, en un plano general de varios minutos en una sola toma.
- Soy Cuba (1964, Mijaíl Kalatózov), que cuenta la Revolución castrista en Cuba en los años 1960, los planos secuencia son filmados con una gran preocupación por la estética, en particular la escena del grupo de música de jazz sobre el edificio, que la cámara deja para hundirse más abajo en el agua agitada de una piscina.
- El homicidio de David Locke (interpretado por Jack Nicholson) en Professione: reporter (1974, Michelangelo Antonioni): se ve a David Locke tendido en su cama, vivo; la cámara se gira hacia la ventana enrejada, atraviesa esta para seguir una autoescuela en un patio, se escucha una detonación, y se sigue al coche para rodear la casa y volver a la habitación por la puerta donde se descubre a Locke sobre la misma cama, ahora muerto.
- El espejo (1975), al igual que las demás películas de Andrei Tarkovsky, contiene numerosos planos secuencia, destacando la escena del incendio de una casa bajo la lluvia filmado desde el interior de otra.
- The Shining (1980), Stanley Kubrick utiliza el steadicam y confirma la fluidez de los movimientos del aparato, por ejemplo cuando el joven Danny atraviesa el hotel con su triciclo, cuando Wendy es perseguida por Jack en la escalera o durante la famosa persecución final en el laberinto.
- Ven y mira (Idí i smotrí, 1984, Elem Klímov), donde se siguen las desventuras de un joven guerrillero en el campo bielorruso destrozado por las masacres nazis, se encuentran largos planos secuencia, sobre todo en la escena donde el pueblo es quemado con sus habitantes, o incluso un plano secuencia particularmente visual sobre la travesía de una ciénaga por el joven partisano.
- Slacker (película de 1991) escrita y dirigida por Richard Linklater.
- La mirada de Ulises (1995, Theo Angelopoulos) desarrolla un plano secuencia que abarca varias décadas de la historia de Grecia en una sola toma fija de un baile en el interior de una casa.
- Elephant (2003, Gus van Sant) describe los preámbulos de la masacre de Columbine mediante largos planos secuencia a través de los pasillos del instituto.
- Armonías de Werckmeister (2000, Béla Tarr) muestra en un solo plano la irrupción de una muchedumbre enloquecida en un hospital, culminando con la imagen de un anciano enfermo y desnudo que paraliza a los asaltantes.
- Irreversible (2002 Gaspar Noé), realiza un filme con un total de 12 planos secuencia, incluyendo uno de una violación anal a Monica Bellucci; esta se ha convertido en una de las escenas más polémicas del cine.
- Oldboy (2003, Chan-wook Park) contiene una de las mejores escenas de lucha contemporáneas.
- Hijos de los hombres (2006, Alfonso Cuarón) incluye un espectacular plano continuo de un tiroteo desde el interior de un coche.
- Expiación (2007, Joe Wright), contiene una escena en la playa y alrededores donde descansan los soldados.
- JCVD (2008, Mabrouk el Mechri), Jean-Claude Van Damme realiza en plano secuencia una escena de combate de 3 minutos y más tarde continúa con un monólogo que alarga el plano hasta siete minutos.
- El secreto de sus ojos (2007, Juan José Campanella), realiza un plano secuencia en la llamada "escena del juez", cuando la juez Irene Menéndez (interpretada por Soledad Villamil) llama a sus subordinados Benjamín Espósito (interpretado por Ricardo Darín) y Pablo Sandoval (interpretado por Guillermo Francella). En esta escena, la juez Menéndez pide explicaciones y a la vez reprende a sus subordinados por haber desoído una orden dictada por ella misma. La escena se realiza en un despacho judicial, dura aproximadamente tres minutos. Sin embargo, existe un plano secuencia aún más complejo que es el de la escena de la cancha de Huracán. En este plano, la toma arranca desde un helicóptero abarcando la totalidad del estadio de fútbol, y, luego de dos cortes camuflados, prosigue en la cámara en mano de un camarógrafo que sigue a los protagonistas en una persecución por las instalaciones del estadio hasta la captura del sospechoso dentro del campo de juego. Durante la filmación de esta escena, el camarógrafo encargado de seguir a los protagonistas debió realizar una caída de aproximadamente tres metros con la cámara en mano.
- Birdman o la inesperada virtud de la ignorancia (2014, Alejandro González Iñárritu) está editada digitalmente para simular un único plano secuencia que abarca toda la película.
- El Clan (2015, Pablo Trapero): el plano se desarrolla dentro del auto de Arquímedes y sigue lo que sería el intento de secuestro y el posterior asesinato de Emilio Naum.
- Gangs of New York (2002) dirigida por Martin Scorsese. En una sola toma se puede ver cómo emigrantes irlandeses llegan, en barco, a Norteamérica; se alistan en el ejército; se ponen el uniforme; parten a la guerra en otro barco y cómo vuelven féretros con los cadáveres de combatientes. Todo en un minuto y sin un solo corte.
- El Exorcista III (1990) dirigida por William Peter Blatty. Escena del asesinato en el psiquiátrico.
- Todos somos Óscar (2019) Película costarricense dirigida por Tito Oses, Tercer acto Plano Secuencia.
- Goodfellas (1990, Martin Scorsese), en una sola toma muestra el ingreso al club Copacabana por la entrada trasera, luego avanza a través de varios pasillos estrechos, la cocina del restaurante, y finalmente las mesas del establecimiento.
- 1917 (2019, Sam Mendes), varias tomas prolongadas editadas de manera que se da la apariencia que la película fue realizada en una toma.
- Scarface (1932, Howard Hawks) La escena inicial se desarrolla en un plano secuencia de más de tres minutos de duración, que se inicia con la imagen de un farol en la calle, luego la cámara se desplaza hacia las puertas de un restaurante, al que reconocemos en su interior mediante una truca en la escenografía. Allí, un trabajador limpia los restos de lo que parece haber sido una fiesta, donde observamos gran cantidad de papel picado en el piso, del que parece recoger una prenda íntima femenina; mientras, tres hombres departen en una mesa. Cuando dos de ellos se van y el restante se dirige a un teléfono, advertimos la sombra de un sujeto con sombrero que silba quedamente, acercándose con un arma en la mano, saluda a quien se comunica por teléfono y dispara. La cámara deja de enfocarlo y se dirige al asesinado que yace en el suelo, en tanto el trabajador que barría el piso en la secuencia previa, toma su sombrero y su chaqueta y sale presuroso.